# Arkitektur
Arkitektur (fra latin architectura, oprindelig fra græsk αρχιτεκτων, "bygmester", fra αρχι- "chef, leder" og τεκτων, "bygger, tømrer") er kunsten og videnskaben at varetage formgivning af bygninger, rum eller fysiske strukturer. En ældre dansk betegnelse er bygningskunst.
En bredere definition må omfatte opbygning af hele fysiske miljøer, fra det øverste niveau med byplanlægning, bybygning, og landskabsplanlægning til nederste med bl.a.møbeldesign. Skabelse af arkitektur, hvad enten det er byggeri eller andet, finder sted under hensyntagen til mange ting, såvel omkostninger for bygherren, som det funktionelle og æstetiske for brugerne.
I arkitekturen arbejdes med mange elementer, herunder bl.a. rumlighed, volume, stoflighed, lys og skygge for at opnå det rette æstetiske udtryk. Denne vægtning adskiller det fra den eksakte videnskab eller ingeniørarbejde der næsten udelukkende arbejder med fysisk-funktionelle aspekter indenfor konstruktion og planlægning.
Indenfor arkitektur, stilles arkitekten overfor meget forskelligartede udfordringer, spændende lige fra større, meget komplekse opgavetyper som opførelse af et stadion eller et hospital, til enklere opgaver som f.eks. enfamiliehuse. Ud over dette kan arkitektur til tider betragtes som ren kunst eller ligefrem kulturelle og politiske symboler.
Arkitektens rolle, er under alle omstændigheder central for vellykket design og velfungerende, spændende miljøer hvor mennesker færdes og bor.

## Stilarter
I Europa har arkitekturen gennem århundredene båret præg af de forskellige strømninger.

### Græsk arkitektur
Den græske arkitektur dækker primært over de græske templer, der er opført omkring 500-146 f.Kr.. disse er konstrueret på en simpel og ukompliceret måde. Oprindeligt var templerne opført i træ, og selvom man senere gik over til at lave dem i marmor er mange konstruktionsdetaljer og udtryk ført med.

### Romersk arkitektur
Den romerske arkitektur bygger videre på den græske arkitektur, som romerne beundrede meget. Men romerne indførte buen i deres konstruktioner, hvilket bl.a. ses i de store akvædukter. Endvidere ses buen i bygninger med store hvælvinger, som det måske ses bedst i Pantheon.

### Oldkristelig arkitektur
Efter at den romerske kejser Konstantin i 313 havde anerkendt kristendommen, bliver de første kirker opført i Romerriget. Det er 3-skibede konstruktioner med en apsis. Selvom kirkerne er enkle udenpå er det indre ofte rigt dekoreret.

### Romansk arkitektur
Den romansk stil opstår i slutningen af 900-tallet og begyndelsen af 1000-tallet, på et tidspunkt, hvor kirken befæster sin magt i et Vesteuropa, der er tæt på at gå i opløsning. Kirkebygningerne der opføres er karakteriseret ved rundbuer og krydshævlv og en ny hvælvingsteknik bliver indført: Ribbehvælvingen. I Danmark er mange kirker opført i den romanske stil, heriblandt rundkirkerne på Bornholm.

### Gotik
I det gotiske kirkebyggeri, som strækker fra omkring 1100-tallet til 1400-tallet, går man over til spidsbuen. Derudover er kirkebyggeriet karakteriseret ved søjler, ribbehælv og stræbepiller. I Danmark er Sankt Knuds kirke i Odense et sjældent eksempel på gotisk ariktektur.

### Renæssance
I renæssancen begyndte mennesker at tænke friere, uden kirkens altdominerende indflydelse. Arkitekturen opstod primært i Firenze, og karakteristisk for hele periodens arkitektur var indførelsen af det antikke bygningssystem. I Danmark sås prægningen senere som volutsvungne gavle, bly- eller kobbertækkede spir og pilastre i sandsten. Mange danske herregårde og slotte bærer præg af perioden.

### Barok
Barokken var en kunstnerisk stilperiode, som kom til Danmark omkring 1640 og blev her til omkring 1730. I Europa fra 1580-1720 . Ordet barok stammer fra det portugisiske "barocco" og betyder "en stor uregelmæssig perle". Barokken kendes især på den storslåede, selvsikre, kompakte og pralende stil.

### Rokoko
Rokokoen var i Danmark fra 1730 til 1760. Det var en kunstnerisk stilperiode i Europa 1720-1789. Den var elegant, graciøst og orientalsk influeret. Trods den korte levetid fik den stor indflydelse hos de naturbegejstrede, da den prægede naturen på stort set alt, fra bygninger til skørter.
Det var en stilart med snirklede, usymmetriske ornamenter. Netop her viste stilen, at den var påvirket af østasiatisk billedkunst, som netop blev kendt i Europa.

### Klassicisme
Klassicismen er en kunstnerisk stilperiode i Europa 1760-1840, hvor den i Danmark varede til 1855.
Under klassicismen var alt fra det gamle Grækenland og Romerriget moderne. Den er brugt inden for arkitektur og kunst og også i tøjmoden.
Kontrasten til klassicismen er romantikken. Klassicismen stræber efter at være formel og inden for faste rammer, hvor romantikken dyrker det fantastiske og det mystiske.

### Industrialisme
I starten af denne periode, ca. 1850-1915 begyndte vandringen fra land til by. Mens landsbyerne lignede sig selv, opstod der i byerne arbejderkvarterer. De havde som regel karakter af spekulationsbyggeri i 4-5 etager, ofte med 2. og 3. baggård, med manglende plads, lys, luft, og dårlige sanitære forhold.

### Funktionalisme
Funktionalismen opstod som retning inden for arkitekturen efter verdenskrigen 1914-1919 og havde som forgænger bl.a. futurismen. Ønsket om at udvikle en funktionel arkitektur var flertydig. Den funktionalistiske bevægelse havde dels front mod ydre pryd og forskønnelse, dels rettede den sig mod alle former for stilforvirring, og endelig prøvede den at reflektere de nye muligheder, som bygningsindustrien kunne give, og de nye begrænsninger, som de nye produktionsmetoder indebar.
Ordene funktion og funktionalisme blev efterhånden stående som fællesbetegnelse for modernisering, teknisk effektivitet og industriel standardisering af byggeelementerne. Problemet var, at pryd nogle gange var den egentlige funktion, hvilket funktionalisterne havde svært ved at håndtere.

### Postmodernisme
Postmodernisme betegner en kunstnerisk, litterær, arkitektonisk, filosofisk og kulturel tendens eller tilstand, der ses som opstået i forlængelse af, altså efter "afslutningen" af, det moderne. Hvor modernismen kan betragtes som kulminationen på oplysningstidens ideer om autoritativt/rationelt funderet æstetik, etik og vidensopfattelse, så er postmodernismen centreret omkring et opgør med idealerne, ofte kaldet metanarrativer eller Store Fortællinger, og den undergravelse og fragmentering der foregår af dem gennem konsumerismen og almindelig dekonstruktion. I postmodernismen angribes opfattelsen af monolitiske, universelle sandheder; fokus drejes mod det fragmenterede, fluxet, det sammensatte, det komplekse og mere generelt det mangefaceterede og kalejdoskopiske perspektiv.

### Postkonstruktivisme
Postkonstruktivisme er en stilart, som opstod i Sovjetunionen i 1930'erne.